# Il ragazzo dal kimono d'oro 2
Il ragazzo dal kimono d'oro 2 è un film del 1988 co-sceneggiato, prodotto e diretto da Fabrizio De Angelis con lo pseudonimo di Larry Ludman. È il sequel de Il ragazzo dal kimono d'oro (1987), e fu seguito a sua volta dal film televisivo Il ragazzo dal kimono d'oro 3 (1992) che presenta però dei personaggi differenti e vede il ritorno nel cast del solo Christopher Alan in un altro ruolo.

## Trama
Tornato in America, Anthony si prepara ad andare al college di Tampa, in Florida. Il giorno del suo compleanno rimane vittima di un incidente stradale causato dai Tigers, una band di teppisti capeggiata da Dick, esperto di arti marziali. Anthony cerca di farsi pagare i danni da Dick ma finisce per provocarne l'ira e si vede costretto a sfidarlo in un combattimento di karate. Nonostante Dick cerchi di vincere il combattimento usando dei trucchi, Anthony riesce a prevalere usando il Colpo del Drago, che gli aveva insegnato il maestro Kimura. Dick però non si arrende e si fa aiutare da Mark Sanders, fondatore dei Tigers, appena uscito di prigione; per costringere Anthony a battersi con lui, Sanders fa picchiare il suo amico Luke. Anthony chiede allora aiuto al maestro Kimura, che arriva in America per aiutarlo ad allenarsi e a vincere l'incontro.